# Courtney Lee
Courtney Lee (ur. 3 października 1985 w Indianapolis) – amerykański koszykarz, grający na pozycji rzucającego obrońcy.
Lee ukończył studia na uniwersytecie Western Kentucky, po czym zgłosił się do draftu NBA w 2008. Został wybrany w pierwszej rundzie, z numerem dwudziestym drugim przez Orlando Magic. W debiutanckim sezonie w NBA zagrał w 77 meczach sezonu zasadniczego (25 w pierwszej piątce), w których notował średnio 8,4 punktu na mecz (45% skuteczności rzutów z gry, 40,4% za trzy punkty, 83% z rzutów wolnych), 2,3 zbiórki i 1,2 asysty. W sezonie 2008/2009 wraz z Magic awansował do finałów NBA, w finale Konferencji Wschodniej pokonując zespół Cleveland Cavaliers.
Pod koniec czerwca 2009 został zawodnikiem New Jersey Nets wraz z Tonym Battie i Raferem Alstonem po wymianie za Vince'a Cartera i Ryana Andersona. W sezonie 2009/2010 w Nets Lee poprawił swój rekord strzelecki do 30 punktów – 8 marca 2010 roku w meczu przeciwko Memphis Grizzlies trafił 13 z 20 rzutów z gry (w tym 2 z 6 za trzy punkty) i 2 z 3 rzutów wolnych, miał także 5 zbiórek, 2 asysty i 2 przechwyty. Przed sezonem 2010/2011 Lee był jednym z zawodników, których kontrakty zostały wymienione w transakcji z udziałem Nets, Indiana Pacers, New Orleans Hornets i Houston Rockets – w jej wyniku trafił do Rockets. W lipcu 2012 trafił do Bostonu Celtics.
7 stycznia 2014, w ramach wymiany między trzema klubami, trafił do Memphis Grizzlies.
22 stycznia 2015 koszulka z jego numerem 32 została zastrzeżona przez uniwersytet Western Kentucky.
16 lutego 2016 w ramach wymiany między Grizzlies, Miami Heat i Charlotte Hornets trafił do tej ostatniej drużyny.
8 lipca 2016 jako wolny agent podpisał kontrakt z New York Knicks.
31 stycznia 2019 trafił w wyniku wymiany do Dallas Mavericks. 11 grudnia 2020 podpisał kolejną umowę z klubem. 10 grudnia opuścił klub.

## Osiągnięcia
Stan na 21 grudnia 2020, na podstawie, o ile nie zaznaczono inaczej.
NCAA
- Uczestnik rozgrywek Sweet Sixteen turnieju NCAA (2008)
- Mistrz:
  - turnieju konferencji Sun Belt (2008)
  - sezonu zasadniczego:
    - Sun Belt (2006, 2008)
    - dywizji Sun Belt East 2005, 2007, 2008)
- Zawodnik roku konferencji Sun Belt (2008)
- Najlepszy pierwszoroczny zawodnik konferencji Sun Belt (2005)
- Zaliczony do:
  - I składu:
    - Sun Belt (2006, 2007, 2008)
    - turnieju:
      - Sun Belt (2005, 2007, 2008)
      - Great Alaska Shootout (2008)